# Dhakhan
Dans la mythologie aborigène, Dhakhan est le dieu ancestral des Kabi Kabi. Il est décrit comme un serpent géant à queue de poisson. Il apparaît souvent sous la forme d'un arc-en-ciel, ce qui lui permet de voyager entre les trous d'eau où il habite.